# Hygrophorus eburneus
Hygrophore blanc
Espèce
Hygrophorus eburneus, l’Hygrophore blanc, est une espèce de champignons de l'ordre des Agaricales.

## Liste des variétés
Selon MycoBank (4 février 2023) :
- Hygrophorus eburneus var. cossus (Sowerby) Quél., 1888
- Hygrophorus eburneus var. discoxanthus (Fr.) Krieglst., 2000
- Hygrophorus eburneus var. eburneus
- Hygrophorus eburneus var. pseudodiscoideus Maire, 1928
- Hygrophorus eburneus var. quercetorum (P.D.Orton) Arnolds, 1986
- Hygrophorus eburneus var. quercuum Arnolds, 1985

## Systématique
Le nom correct complet (avec auteur) de ce taxon est Hygrophorus eburneus (Bull.) Fr., 1836,.
L'espèce a été initialement classée dans le genre Agaricus sous le basionyme Agaricus eburneus Bull., 1783.
Hygrophorus eburneus a pour synonymes :
- Agaricus eburneus Bull., 1783
- Gymnopus eburneus (Bull.) Gray, 1821
- Limacium eburneum (Bull.) P.Kumm., 1871

## Publication originale
- (sv) Elias Fries, Anteckningar öfver de i Sverige växande ätliga svampar, 1836, 68 p. (lire en ligne).